# Будинок на вулиці Староєврейській, 17 (Львів)
Будинок на вулиці Староєврейській, 17 (також кам'яниця Алембеківська з Ринку, конскрипційний № 382) — житловий будинок XVIII століття, пам'ятка архітектури місцевого значення (рішення № 130). Розташований в історичному центрі Львова, на вулиці Староєврейській.

## Історія
Кам'яниця зведене у XVIII столітті як тильний флігель будинку № 13 на площі Ринок. Неодноразово перебудовувалася, зокрема, у середині XIX століття фасад прикрасили ліпниною, а в радянські часи провели капітальний ремонт будинку.
Станом на 1871 рік власником будинку значився Ізраель Шнайд, у 1916 та 1934 роках — Абрам Натан Вайнбаум.
За часів Польської республіки у будинку розташовувався пункт прийому макулатури Райха.
У 1980 році будинок отримав статус пам'ятки архітектури місцевого значення.

## Опис
Будинок триповерховий, у плані витягнутий. Головний фасад тривіконний, симетричний, гладкий, завершений простим карнизом. перший поверх візуально відокремлений від інших горизонтальними тягами, по центральній осі розташовується арка наскрізного проїзду з головним входом до будинку. Обабіч арки на першому поверсі містяться входи до нежитлових приміщень, між 2007 і 2015 роками перероблені з простих вікон. Вікна інших двох поверхів прямокутні, на другому поверсі облямовані лиштвами, прикрашені прямими сандриками та підвіконними тафлями. У фризі сандриків та на підвіконних тафлях — ліпний рослинний орнамент. На третьому поверсі, на центральній осі фасаду розташований невеликий балкон на масивних кам'яних кронштейнах, огороджений ажурною кованою решіткою. Вікна третього поверху прості, без декору.

## Галерея

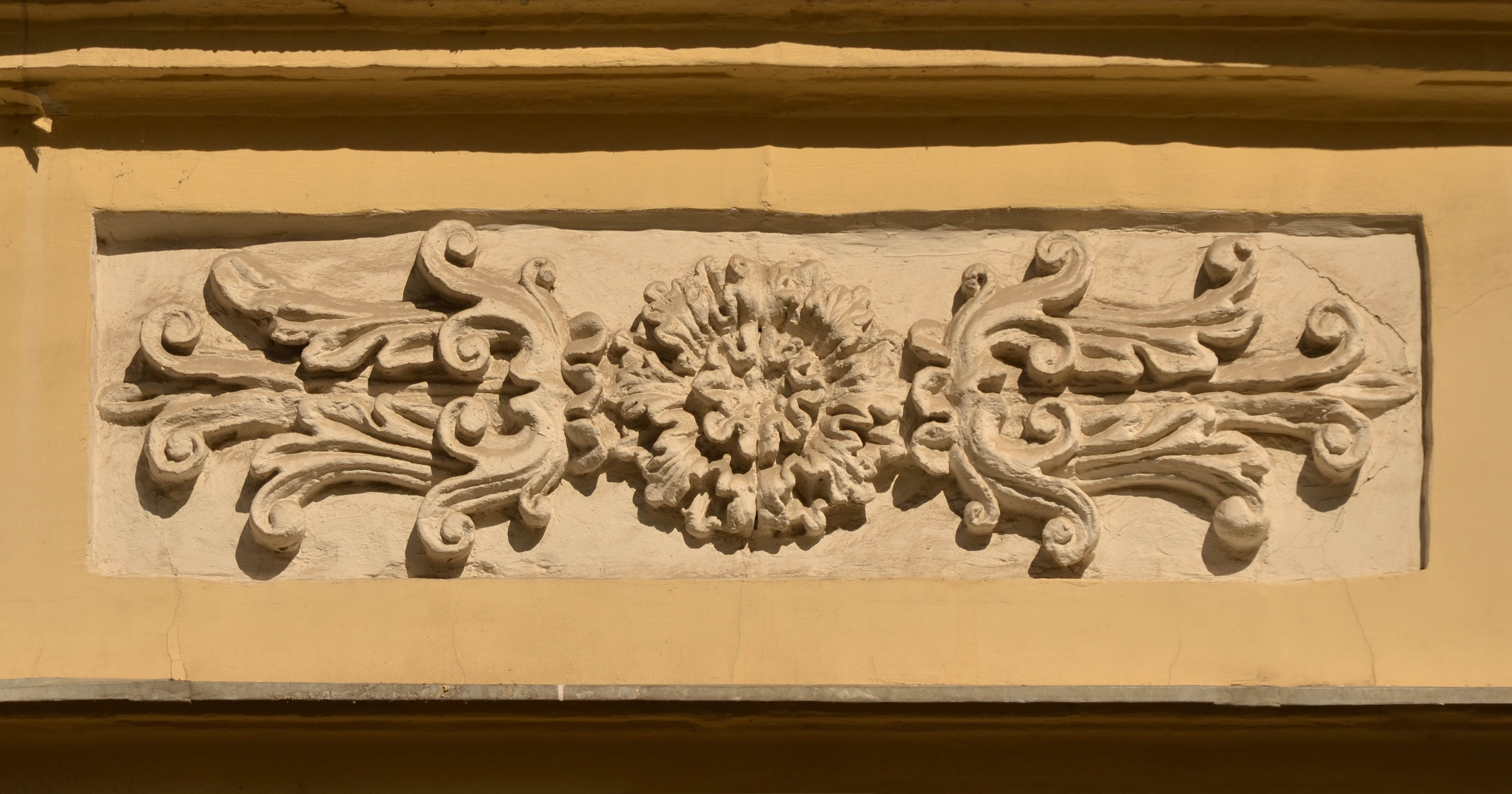
Підвіконна тафля
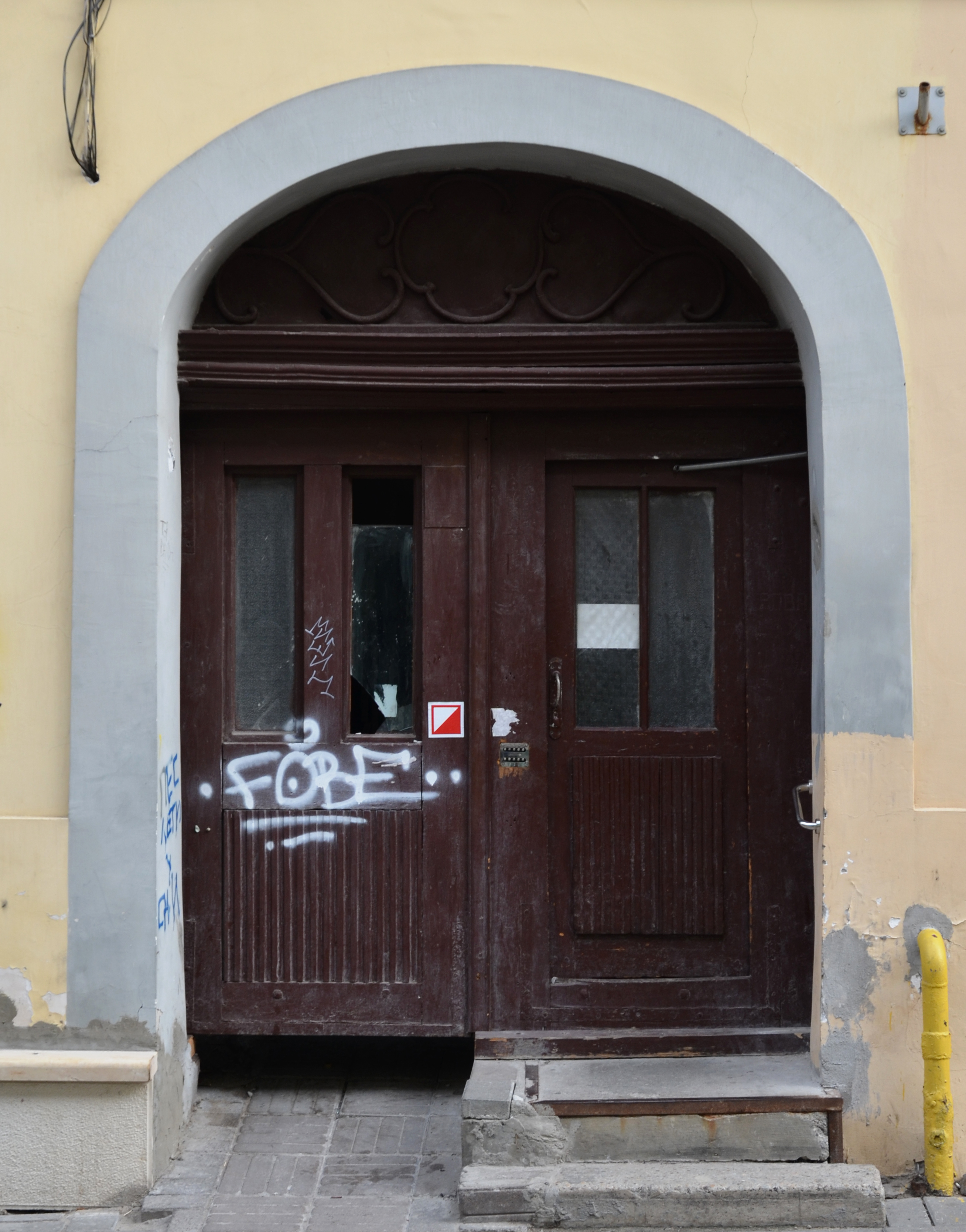
Проїзд
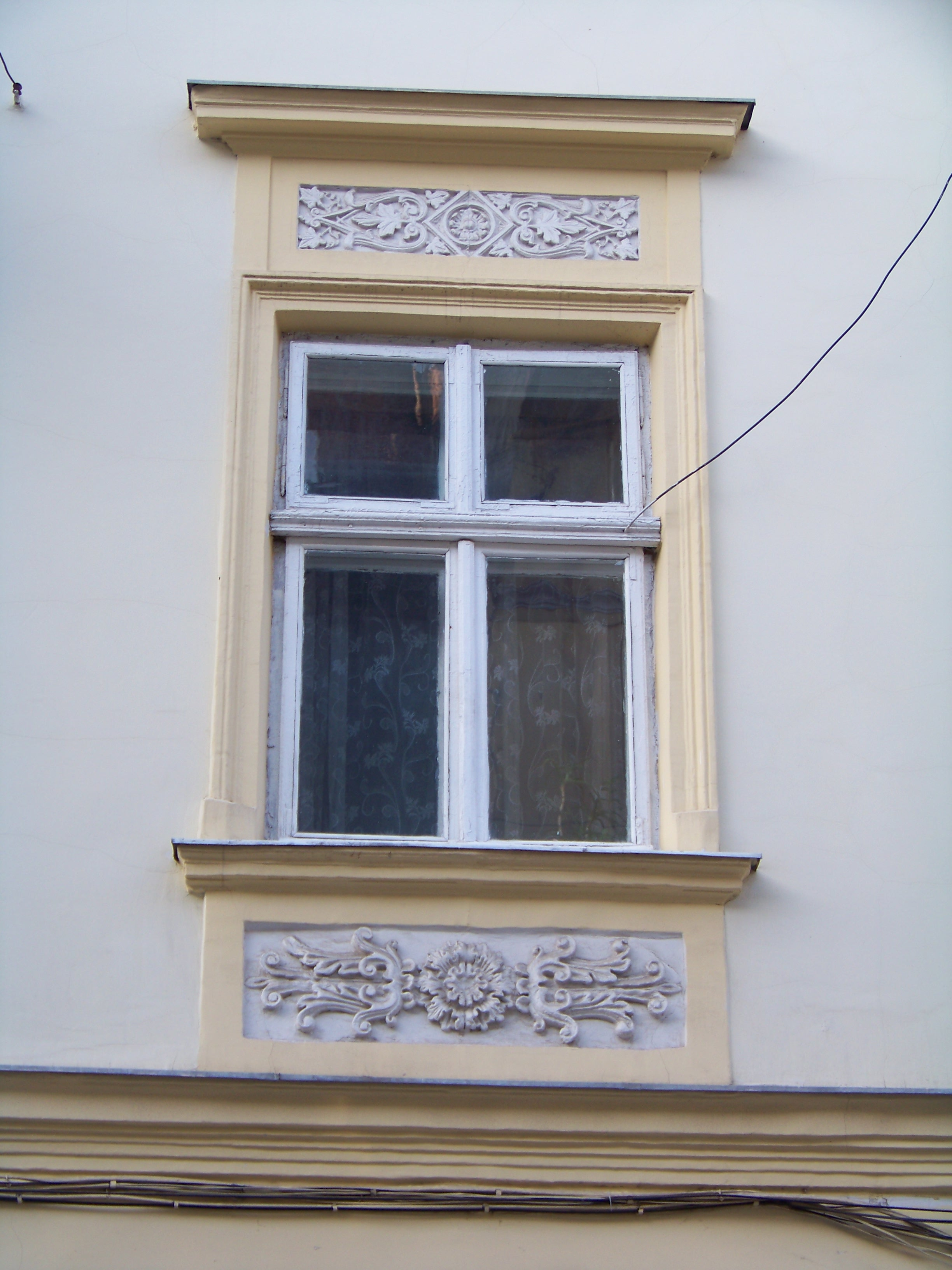
Вікно другого поверху